# Ancistrolepis kawamurai
Ancistrolepis kawamurai is een slakkensoort uit de familie van de Buccinidae. De wetenschappelijke naam van de soort is voor het eerst geldig gepubliceerd in 1972 door Habe & Ito.